# 국민서관
국민서관(國民書館, Kookmin Books)은 대한민국의 출판사이다. 본사는 경기도 파주시 광인사길 63에 있다. 
만화, 백과사전, 전집, 그림책을 비롯한 서적들을 출간하고 있다.

## 역사
1960년 6월 1일에 서울특별시 중구 인현동에 법통사라는 이름으로 설립되었으며 1968년 10월에 상호를 국민서관으로 변경했다. 1982년 2월을 기해 주식회사 국민서관 법인으로 전환되었고 1982년 9월부터 유아 교재를 생산했다.
2004년 5월에 경기도 파주시에 위치한 파주출판문화정보산업단지로 본사를 이전했고 2011년 4월에는 온라인 쇼핑몰 겸 어플리케이션 개발 전문 자매 회사인 토이앤스토어를 설립했다. 2014년 1월에는 국민서관 부설 디자인연구소를 개설했고 2014년 11월에는 국민서관 부설 평생교육원 라움인스티튜트를 개원했다.

## 그림책
- 오직그림책
- 국민서관 그림동화
- 전집 등

## 단종된 브랜드
- 넘버원학습대백과사전

## 슬로건
- 국민서관은 거북이모양이나, 책을 만들자는 파란 네모의 책들이 상호를 담고 있다.